# Swiss Steel
Schmolz + Bickenbach
Swiss Steel, anciennement Schmolz + Bickenbach, est une entreprise suisse active dans le secteur de la métallurgie.

## Histoire
Schmolz + Bickenbach est fondée en 1919 à Düsseldorf par Arthur Schmolz et Oswald Bickenbach.
Swiss Steel est créé en 1996 par le regroupement de deux entreprises concurrentes, Von Moos Stahl et Von Roll Stahl.
En 2003, Schmolz + Bickenbach devient l'actionnaire majoritaire de Swiss Steel, en achetant les participations de Credit Suisse et de UBS. En 2006, Schmolz + Bickenbach fusionne formellement avec Swiss Steel. Le nouveau groupe, qui compte 10 000 employés et espère réaliser un chiffre d'affaires de 5 milliards de dollars, reprend le nom de Schmolz + Bickenbach, dont la notoriété apparait plus forte que celle de Swiss Steel. Il revend également l'usine de Stahl Gerlafingen (de) au Groupe Beltrame. La même année, le groupe se porte acquéreur de l’entreprise française Ugitech auprès d’Arcelor.
En 2006, Schmolz + Bickenbach achète Ugitech, que Arcelor venait de mettre en vente. 
Début 2018, c’est au tour du groupe français Ascometal d’être repris par Schmolz + Bickenbach (à l'exception de l'aciérie Ascoval de Saint-Saulve).
En septembre 2020, Schmolz + Bickenbach change de nom et redevient Swiss Steel Holding AG.
Au premier semestre 2023, Swiss Steel est déficitaire, avec un chiffre d'affaires en recul de 20 %. Il s'engage dans un plan de restructuration et annonce des négociations exclusives avec le sidérurgiste italien Acciairie Venete pour la revente de l'usine d'Hagondange d'Ascometal, avec ses deux sites satellites de Custines et du Marais (Saint-Étienne). Cette revente, qui ne concernerait donc pas les usines Ascometal de Fos-sur-Mer et des Dunes, est censée dégager Swiss Steel de ces usines peu rentables. Cependant, les négociations avec Acciaierie Venete échouent et, immédiatement, le 27 mars 2024, Ascometal est mis en redressement judiciaire. Finalement, le 31 mai 2024, le tribunal de Strasbourg officialise la vente de l'usine de Fos-sur-Mer au groupe italien Marcegaglia,,, tandis que le site d'Hagondange, avec ses usines satellites de Custines, du Marais et des Dunes, est vendu le 8 juillet 2024 au fonds d'investissement britannique Greybull Capital.
Quant au reste du groupe, il s'engage dans la suppression de 800 emplois sur un total d'environ 7 500. Les mesures de temps partiel limiteraient les licenciements à 80 emplois, mais « selon la direction, le programme de restructuration présenté n'est pas suffisant ». Pour son PDG, Frank Koch, la décarbonation de l'industrie ainsi que des moyens de transport génère des incertitudes qui poussent les clients à reconsidérer leurs investissements.